# Michael J. Lenihan

Michael J. Lenihan

Michael Joseph Lenihan (* 2. Mai 1865 in Hopkinton, Massachusetts; † 13. August 1958 in Philadelphia, Pennsylvania) war ein Brigadegeneral der United States Army. Er war unter anderem Kommandeur der 3. Infanteriedivision.
Michael Lenihan war ein Sohn von James Lenihan und dessen Frau Catherine Grainger. In den Jahren 1883 bis 1887 besuchte er die United States Military Academy in West Point. Nach seiner Graduation wurde er als Leutnant der Infanterie zugeteilt. In der Armee durchlief er anschließend alle Offiziersränge vom Leutnant bis zum Brigadegeneral. Im Lauf seiner militärischen Karriere absolvierte Lenihan verschiedene Kurse und Schulungen. Dazu gehörten unter anderem die Infantry and Cavalry School in Fort Leavenworth in Kansas, das United States Army War College und das Naval War College.
In seinen jüngeren Jahren versah er den für Offiziere in den niederen Rangstufen üblichen Dienst in verschiedenen Einheiten und Standorten. Dazu gehörten auch Aufgaben als Stabsoffizier in verschiedenen Hauptquartieren. Zwischenzeitlich war er in Fort Assinniboine im heutigen Bundesstaat Montana stationiert. Später war er Dozent für Militärwissenschaft am Seton Hall College in New Jersey. Während des Spanisch-Amerikanischen Kriegs war er auf Kuba stationiert. Es folgte eine Versetzung auf die Philippinen, wo er zwischen August 1899 und Juli 1902 zur Zeit des Philippinisch-Amerikanischen Kriegs stationiert war.
Nach seiner Rückkehr in die Vereinigten Staaten setzte Lenihan seine Offizierslaufbahn fort. Er war unter anderem in San Antonio in Texas und in Fort Leavenworth in Kansas stationiert. Dort leitete er Ausbildungskurse für junge Offiziere. Dazwischen war er im Jahr 1906 Stabsoffizier im Generalstab in Washington, D.C. Zwischen Juli 1913 und Oktober 1916 war er auf Hawaii Stabsoffizier beim dortigen Hawaiian Department. Danach absolvierte er bis zum Juni 1917 das United States Army War College.
In diese Zeit fiel der Eintritt der Vereinigten Staaten in den Ersten Weltkrieg. Lenihan kam in der Folge mit den American Expeditionary Forces in Frankreich zum Kriegseinsatz. Er erhielt das Kommando über die 83. Infanteriebrigade, die der 42. Infanteriedivision unterstand. Alle Einheiten der Division waren in schwere Gefechte verwickelt, wozu auch die Schlacht von St. Mihiel und die Maas-Argonnen-Offensive gehörten. Lenihans Brigade erlitt bei dieser Offensive schwere Verluste und kam wegen des deutschen Widerstands nicht voran. Lenihans Vorgesetzte waren daher mit seiner Leistung unzufrieden und ersetzten ihn als Kommandeur durch einen anderen Offizier. Stattdessen erhielt Lenihan das Kommando über die 153. Infanteriebrigade, die der 77. Infanteriedivision unterstand. Auch diese Einheit war in Frankreich bis zum Waffenstillstand im November 1918 im Kriegseinsatz. Lenihan behielt das Kommando über diese Brigade bis zu deren Deaktivierung im Mai 1919.
In den Jahren 1919 und 1920 diente Michael Lenihan im Stab des Adjutant-General in Washington, D.C. Im Jahr 1921 war er Student am Naval War College und danach bis 1924 Dozent an dieser Schule der United States Navy. In den Jahren 1924 und 1925 war er Stabschef des XII. Korps in New York City. Daran schloss sich eine Versetzung nach Fort Sheridan in Illinois an, wo er zwischen 1925 und 1928 die 12. Infanteriebrigade befehligte. Anschließend übernahm er in Chicago das Kommando über die dort stationierte 6th Corps Area. Dieses Amt übte er zwischen dem 24. Oktober 1926 und dem 9. März 1927 aus. In der Folge wurde er in Fort Lewis im Bundesstaat Washington als Nachfolger von Joseph D. Leitch mit dem Kommando über die 3. Infanteriedivision betraut, das er bis zum März 1929 innehatte. Anschließend ging er in den Ruhestand.
Nach dem Tod seiner ersten Frau Mathilde O’Toole (1869–1934) heiratete er Mina Ward (1890–1964). Das Paar ließ sich später in Philadelphia nieder, wo Michael Lenihan am 13. August 1958 verstarb. Er wurde auf dem Mount Olivet Cemetery in Washington, D.C. beigesetzt.

## Orden und Auszeichnungen
Michael Lenihan erhielt im Lauf seiner militärischen Laufbahn unter anderem den Orden der Ehrenlegion und das Kriegskreuz. Beide Auszeichnungen wurden ihm von Frankreich verliehen.